# Permobiella perspicua
Permobiella perspicua là một loài côn trùng trong họ Permobiellidae thuộc bộ Caloneurodea. Loài này được Tillyard miêu tả năm 1937.